# 熱雷米
热雷米（法語：Jérémie，發音：[ʒeʁemi] ⓘ）是海地格朗当斯省熱雷米區的市镇，也是该省省会及该区首府，位於該國西南部戈納夫灣，距離首都太子港297千米，总面积427.22平方千米，2015年人口134317。法国作家大仲马的父亲托马-亚历山大·仲马出生于此。